# Fuerza Multinacional Irak

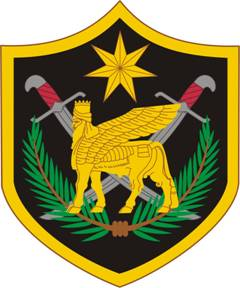
Emblema de la Fuerza Multinacional - Irak.

La Fuerza Multinacional - Irak (en inglés: Multi-National Force - Iraq, abreviado MNF-I) era una organización militar liderada por Estados Unidos creada el 14 de mayo de 2004 para substituir a la Combined Joint Task Force 7 .

## Comandantes
| Nr. | Nombre                                       | Nombre | Desde                    | Hasta                    |
| --- | -------------------------------------------- | ------ | ------------------------ | ------------------------ |
| 1   | Teniente General Ricardo S. Sánchez (EE. UU) |        | 15 de mayo de 2004       | 4 de julio de 2004       |
| 2   | General George W. Casey, Jr. (EE. UU)        |        | 4 de julio de 2004       | 10 de febrero de 2007    |
| 3   | General David H. Petraeus (EE. UU)           |        | 10 de febrero de 2007    | 16 de septiembre de 2008 |
| 4   | General Raymond T. Odierno (EE. UU)          |        | 16 de septiembre de 2008 | 1 de septiembre de 2010  |

## Lista de países integrantes
- Afganistán
- Albania
- Australia
- Azerbaiyán
- Bulgaria
- Corea del Sur
- Colombia
- Dinamarca
- El Salvador
- Eritrea
- Eslovaquia
- España (hasta 2004)
- Estados Unidos
- Estonia
- Etiopía
- Filipinas
- Maldivas
- República de China
- Birmania
- Laos
- Vietnam
- Camboya
- Sri Lanka
- Georgia
- Hungría
- Honduras
- Irak (desde 2006)
- Italia (hasta 2006)
- Japón
- Letonia
- Lituania
- Macedonia del Norte
- Nicaragua
- Países Bajos
- Polonia
- Portugal (hasta 2005)
- Reino Unido
- República Checa
- República Dominicana
- Rumania
- Turquía
- Ucrania
- Somalia
- Uzbekistán[1]
- Tonga